# Liste des députés de la 48e législature de la Chambre des représentants du Japon

Cette liste des députés de la 48e législature de la Chambre des représentants du Japon indique les « représentants » ou « députés » (衆議員, Shūgi'in) élus à la Chambre des représentants du Japon à la suite des élections législatives japonaises de 2017.

## Tokyo
| Circonscription                              | Député                | Parti politique                 | Image |
| -------------------------------------------- | --------------------- | ------------------------------- | ----- |
| Première circonscription de Tōkyō (d)        | Banri Kaieda          | Parti démocrate constitutionnel |       |
| Deuxième circonscription de Tōkyō (d)        | Kiyoto Tsuji (d)      | Parti libéral-démocrate         |       |
| Troisième circonscription de Tōkyō (d)       | Hirotaka Ishihara     | Parti libéral-démocrate         |       |
| Quatrième circonscription de Tōkyō (d)       | Masaaki Taira (d)     | Parti libéral-démocrate         |       |
| Cinquième circonscription de Tōkyō (d)       | Kenji Wakamiya (d)    | Parti libéral-démocrate         |       |
| Sixième circonscription de Tōkyō (d)         | Takayuki Ochiai (d)   | Parti démocrate constitutionnel |       |
| Septième circonscription de Tōkyō (d)        | Akira Nagatsuma       | Parti démocrate constitutionnel |       |
| Huitième circonscription de Tōkyō (d)        | Nobuteru Ishihara     | Parti libéral-démocrate         |       |
| Neuvième circonscription de Tōkyō (d)        | Isshu Sugawara (d)    | Parti libéral-démocrate         |       |
| Dixième circonscription de Tōkyō (d)         | Suzuki Hayai (d)      | Parti libéral-démocrate         |       |
| Onzième circonscription de Tōkyō (d)         | Hakubun Shimomura     | Parti libéral-démocrate         |       |
| Douzième circonscription de Tōkyō (d)        | Akihiro Ota           | Nouveau Kōmeitō                 |       |
| Treizième circonscription de Tōkyō (d)       | Ichirō Kamoshita      | Parti libéral-démocrate         |       |
| Quatorzième circonscription de Tōkyō (d)     | Midori Matsushima     | Parti libéral-démocrate         |       |
| Quinzième circonscription de Tōkyō (d)       | Tsukasa Akimoto (d)   | Parti libéral-démocrate         |       |
| Seizième circonscription de Tōkyō (d)        | Hideo Ōnishi (d)      | Parti libéral-démocrate         |       |
| Dix-septième circonscription de Tōkyō (d)    | Katsuei Hirasawa (d)  | Parti libéral-démocrate         |       |
| Dix-huitième circonscription de Tōkyō (d)    | Naoto Kan             | Parti démocrate constitutionnel |       |
| Dix-neuvième circonscription de Tōkyō (d)    | Yohei Matsumoto (d)   | Parti libéral-démocrate         |       |
| Vingtième circonscription de Tōkyō (d)       | Seiji Kihara (d)      | Parti libéral-démocrate         |       |
| Vingt-et-unième circonscription de Tōkyō (d) | Akihisa Nagashima (d) | Kibō no tō                      |       |
| Vingt-deuxième circonscription de Tōkyō (d)  | Tatsuya Ito (d)       | Parti libéral-démocrate         |       |
| Vingt-troisième circonscription de Tōkyō (d) | Masanobu Ogura (d)    | Parti libéral-démocrate         |       |
| Vingt-quatrième circonscription de Tōkyō (d) | Koichi Hagiuda (d)    | Parti libéral-démocrate         |       |
| Vingt-cinquième circonscription de Tōkyō (d) | Shinji Inoue (d)      | Parti libéral-démocrate         |       |

## Préfecture d'Aichi
| Circonscription                                          | Député                  | Parti politique                 | Image |
| -------------------------------------------------------- | ----------------------- | ------------------------------- | ----- |
| Première circonscription de la préfecture d'Aichi (d)    | Hiromichi Kumada (d)    | Parti libéral-démocrate         |       |
| Deuxième circonscription de la préfecture d'Aichi (d)    | Motohisa Furukawa (d)   | Kibō no tō                      |       |
| Troisième circonscription de la préfecture d'Aichi (d)   | Shoichi Kondo (d)       | Parti démocrate constitutionnel |       |
| Quatrième circonscription de la préfecture d'Aichi (d)   | Shōzō Kudō (d)          | Parti libéral-démocrate         |       |
| Cinquième circonscription de la préfecture d'Aichi (d)   | Hirotaka Akamatsu       | Parti démocrate constitutionnel |       |
| Sixième circonscription de la préfecture d'Aichi (d)     | Hideki Niwa (d)         | Parti libéral-démocrate         |       |
| Septième circonscription de la préfecture d'Aichi (d)    | Shiori Yamao (d)        | Sans étiquette                  |       |
| Huitième circonscription de la préfecture d'Aichi (d)    | Tadahiko Ito (d)        | Parti libéral-démocrate         |       |
| Neuvième circonscription de la préfecture d'Aichi (d)    | Yasumasa Nagasaka (d)   | Parti libéral-démocrate         |       |
| Dixième circonscription de la préfecture d'Aichi (d)     | Tetsuma Esaki (d)       | Parti libéral-démocrate         |       |
| Onzième circonscription de la préfecture d'Aichi (d)     | Shinichiro Furumoto (d) | Kibō no tō                      |       |
| Douzième circonscription de la préfecture d'Aichi (d)    | Kazuhiko Shigetoku (d)  | Sans étiquette                  |       |
| Treizième circonscription de la préfecture d'Aichi (d)   | Kensuke Ōnishi (d)      | Kibō no tō                      |       |
| Quatorzième circonscription de la préfecture d'Aichi (d) | Sōichirō Imaeda (d)     | Parti libéral-démocrate         |       |
| Quinzième circonscription de la préfecture d'Aichi (d)   | Yukinori Nemoto (d)     | Parti libéral-démocrate         |       |

## Préfecture d'Akita
| Circonscription                                        | Député                  | Parti politique         | Image |
| ------------------------------------------------------ | ----------------------- | ----------------------- | ----- |
| Première circonscription de la préfecture d'Akita (d)  | Hiroyuki Togashi (d)    | Parti libéral-démocrate |       |
| Deuxième circonscription de la préfecture d'Akita (d)  | Katsutoshi Kaneda       | Parti libéral-démocrate |       |
| Troisième circonscription de la préfecture d'Akita (d) | Nobuhide Minorikawa (d) | Parti libéral-démocrate |       |

## Préfecture d'Aomori
| Circonscription                                         | Député           | Parti politique         | Image |
| ------------------------------------------------------- | ---------------- | ----------------------- | ----- |
| Première circonscription de la préfecture d'Aomori (d)  | Jun Tsushima (d) | Parti libéral-démocrate |       |
| Deuxième circonscription de la préfecture d'Aomori (d)  | Tadamori Ōshima  | Parti libéral-démocrate |       |
| Troisième circonscription de la préfecture d'Aomori (d) | Jirō Kimura (d)  | Parti libéral-démocrate |       |

## Préfecture d'Ehime
| Circonscription                                        | Député                 | Parti politique         | Image |
| ------------------------------------------------------ | ---------------------- | ----------------------- | ----- |
| Première circonscription de la préfecture d'Ehime (d)  | Yasuhisa Shiozaki      | Parti libéral-démocrate |       |
| Deuxième circonscription de la préfecture d'Ehime (d)  | Seiichiro Murakami (d) | Parti libéral-démocrate |       |
| Troisième circonscription de la préfecture d'Ehime (d) | Yōichi Shiraishi (d)   | Kibō no tō              |       |
| Quatrième circonscription de la préfecture d'Ehime (d) | Koichi Yamamoto (d)    | Parti libéral-démocrate |       |

## Préfecture d'Ibaraki
| Circonscription                                          | Député                 | Parti politique         | Image |
| -------------------------------------------------------- | ---------------------- | ----------------------- | ----- |
| Première circonscription de la préfecture d'Ibaraki (d)  | Yoshinori Tadokoro (d) | Parti libéral-démocrate |       |
| Deuxième circonscription de la préfecture d'Ibaraki (d)  | Fukushirō Nukaga       | Parti libéral-démocrate |       |
| Troisième circonscription de la préfecture d'Ibaraki (d) | Yasuhiro Hanashi (d)   | Parti libéral-démocrate |       |
| Quatrième circonscription de la préfecture d'Ibaraki (d) | Hiroshi Kajiyama (d)   | Parti libéral-démocrate |       |
| Cinquième circonscription de la préfecture d'Ibaraki (d) | Akimasa Ishikawa (d)   | Parti libéral-démocrate |       |
| Sixième circonscription de la préfecture d'Ibaraki (d)   | Ayano Kunimitsu (d)    | Parti libéral-démocrate |       |
| Septième circonscription de la préfecture d'Ibaraki (d)  | Kishiro Nakamura (d)   | Sans étiquette          |       |

## Préfecture d'Ishikawa
| Circonscription                                           | Député            | Parti politique         | Image |
| --------------------------------------------------------- | ----------------- | ----------------------- | ----- |
| Première circonscription de la préfecture d'Ishikawa (d)  | Hiroshi Hase      | Parti libéral-démocrate |       |
| Deuxième circonscription de la préfecture d'Ishikawa (d)  | Hajime Sasaki (d) | Parti libéral-démocrate |       |
| Troisième circonscription de la préfecture d'Ishikawa (d) | Shōji Nishida (d) | Parti libéral-démocrate |       |

## Préfecture d'Iwate
| Circonscription                                        | Député            | Parti politique         | Image |
| ------------------------------------------------------ | ----------------- | ----------------------- | ----- |
| Première circonscription de la préfecture d'Iwate (d)  | Takeshi Shina (d) | Kibō no tō              |       |
| Deuxième circonscription de la préfecture d'Iwate (d)  | Shunichi Suzuki   | Parti libéral-démocrate |       |
| Troisième circonscription de la préfecture d'Iwate (d) | Ichirō Ozawa      | Sans étiquette          |       |

## Préfecture d'Okayama
| Circonscription                                          | Député                | Parti politique         | Image |
| -------------------------------------------------------- | --------------------- | ----------------------- | ----- |
| Première circonscription de la préfecture d'Okayama (d)  | Ichiro Aisawa (d)     | Parti libéral-démocrate |       |
| Deuxième circonscription de la préfecture d'Okayama (d)  | Takashi Yamashita (d) | Parti libéral-démocrate |       |
| Troisième circonscription de la préfecture d'Okayama (d) | Toshiko Abe (d)       | Sans étiquette          |       |
| Quatrième circonscription de la préfecture d'Okayama (d) | Gaku Hashimoto (d)    | Parti libéral-démocrate |       |
| Cinquième circonscription de la préfecture d'Okayama (d) | Katsunobu Katō (d)    | Parti libéral-démocrate |       |

## Préfecture d'Okinawa
| Circonscription                                          | Député               | Parti politique           | Image |
| -------------------------------------------------------- | -------------------- | ------------------------- | ----- |
| Première circonscription de la préfecture d'Okinawa (d)  | Seiken Akamine (d)   | Parti communiste japonais |       |
| Deuxième circonscription de la préfecture d'Okinawa (d)  | Kantoku Teruya (d)   | parti social-démocrate    |       |
| Troisième circonscription de la préfecture d'Okinawa (d) | Denny Tamaki (d)     | Sans étiquette            |       |
| Quatrième circonscription de la préfecture d'Okinawa (d) | Kosaburo Nishime (d) | Parti libéral-démocrate   |       |

## Préfecture d'Osaka
| Circonscription                          | Député                 | Parti politique                 | Image |
| ---------------------------------------- | ---------------------- | ------------------------------- | ----- |
| Première circonscription d'Ōsaka (d)     | Hiroyuki Ōnishi (d)    | Parti libéral-démocrate         |       |
| Deuxième circonscription d'Ōsaka (d)     | Akira Satō (d)         | Parti libéral-démocrate         |       |
| Troisième circonscription d'Ōsaka (d)    | Shigeki Sato           | Nouveau Kōmeitō                 |       |
| Quatrième circonscription d'Ōsaka (d)    | Yasuhide Nakayama      | Parti libéral-démocrate         |       |
| Cinquième circonscription d'Ōsaka (d)    | Tōru Kunishige (d)     | Nouveau Kōmeitō                 |       |
| Sixième circonscription d'Ōsaka (d)      | Shin'ichi Isa (d)      | Nouveau Kōmeitō                 |       |
| Septième circonscription d'Ōsaka (d)     | Naomi Tokashiki        | Parti libéral-démocrate         |       |
| Huitième circonscription d'Ōsaka (d)     | Takashi Otsuka         | Parti libéral-démocrate         |       |
| Neuvième circonscription d'Ōsaka (d)     | Kenji Harada (d)       | Parti libéral-démocrate         |       |
| Dixième circonscription d'Ōsaka (d)      | Kiyomi Tsujimoto       | Parti démocrate constitutionnel |       |
| Onzième circonscription d'Ōsaka (d)      | Hirofumi Hirano        | Sans étiquette                  |       |
| Douzième circonscription d'Ōsaka (d)     | Tomokatsu Kitagawa (d) | Parti libéral-démocrate         |       |
| Treizième circonscription d'Ōsaka (d)    | Kōichi Munekiyo (d)    | Parti libéral-démocrate         |       |
| Quatorzième circonscription d'Ōsaka (d)  | Takashi Nagao (d)      | Parti libéral-démocrate         |       |
| Quinzième circonscription d'Ōsaka (d)    | Naokazu Takemoto (d)   | Parti libéral-démocrate         |       |
| Seizième circonscription d'Ōsaka (d)     | Kazuo Kitagawa (d)     | Nouveau Kōmeitō                 |       |
| Dix-septième circonscription d'Ōsaka (d) | Nobuyuki Baba (d)      | Nippon ishin no kai             |       |
| Dix-huitième circonscription d'Ōsaka (d) | Takashi Endō (d)       | Nippon ishin no kai             |       |
| Dix-neuvième circonscription d'Ōsaka (d) | Hodaka Maruyama (d)    | Nippon ishin no kai             |       |

## Préfecture d'Ōita
| Circonscription                                       | Député            | Parti politique         | Image |
| ----------------------------------------------------- | ----------------- | ----------------------- | ----- |
| Première circonscription de la préfecture d'Ōita (d)  | Yōichi Anami (d)  | Parti libéral-démocrate |       |
| Deuxième circonscription de la préfecture d'Ōita (d)  | Seishirō Etō (d)  | Parti libéral-démocrate |       |
| Troisième circonscription de la préfecture d'Ōita (d) | Takeshi Iwaya (d) | Parti libéral-démocrate |       |

## Préfecture de Chiba
| Circonscription                                         | Député                 | Parti politique         | Image |
| ------------------------------------------------------- | ---------------------- | ----------------------- | ----- |
| Première circonscription de la préfecture de Chiba (d)  | Hiroaki Kadoyama (d)   | Parti libéral-démocrate |       |
| Deuxième circonscription de la préfecture de Chiba (d)  | Takayuki Kobayashi (d) | Parti libéral-démocrate |       |
| Troisième circonscription de la préfecture de Chiba (d) | Hirokazu Matsuno       | Parti libéral-démocrate |       |
| Quatrième circonscription de la préfecture de Chiba (d) | Yoshihiko Noda         | Sans étiquette          |       |
| Cinquième circonscription de la préfecture de Chiba (d) | Kentarō Sonōra         | Parti libéral-démocrate |       |
| Sixième circonscription de la préfecture de Chiba (d)   | Hiromichi Watanabe (d) | Parti libéral-démocrate |       |
| Septième circonscription de la préfecture de Chiba (d)  | Ken Saitō (d)          | Parti libéral-démocrate |       |
| Huitième circonscription de la préfecture de Chiba (d)  | Yoshitaka Sakurada (d) | Parti libéral-démocrate |       |
| Neuvième circonscription de la préfecture de Chiba (d)  | Masatoshi Akimoto (d)  | Parti libéral-démocrate |       |
| Dixième circonscription de la préfecture de Chiba (d)   | Motoo Hayashi          | Parti libéral-démocrate |       |
| Onzième circonscription de la préfecture de Chiba (d)   | Eisuke Mori            | Parti libéral-démocrate |       |
| Douzième circonscription de la préfecture de Chiba (d)  | Yasukazu Hamada        | Parti libéral-démocrate |       |
| Treizième circonscription de la préfecture de Chiba (d) | Takaki Shirasuka (d)   | Parti libéral-démocrate |       |

## Préfecture de Fukui
| Circonscription                                        | Député              | Parti politique         | Image |
| ------------------------------------------------------ | ------------------- | ----------------------- | ----- |
| Première circonscription de la préfecture de Fukui (d) | Tomomi Inada        | Parti libéral-démocrate |       |
| Deuxième circonscription de la préfecture de Fukui (d) | Tsuyoshi Takagi (d) | Parti libéral-démocrate |       |

## Préfecture de Fukuoka
| Circonscription                                           | Député               | Parti politique         | Image |
| --------------------------------------------------------- | -------------------- | ----------------------- | ----- |
| Première circonscription de la préfecture de Fukuoka (d)  | Takahiro Inoue (d)   | Parti libéral-démocrate |       |
| Deuxième circonscription de la préfecture de Fukuoka (d)  | Makoto Oniki (d)     | Parti libéral-démocrate |       |
| Troisième circonscription de la préfecture de Fukuoka (d) | Atsushi Koga (d)     | Parti libéral-démocrate |       |
| Quatrième circonscription de la préfecture de Fukuoka (d) | Hideki Miyauchi (d)  | Parti libéral-démocrate |       |
| Cinquième circonscription de la préfecture de Fukuoka (d) | Yoshiaki Harada (d)  | Parti libéral-démocrate |       |
| Sixième circonscription de la préfecture de Fukuoka (d)   | Jirō Hatoyama (d)    | Parti libéral-démocrate |       |
| Septième circonscription de la préfecture de Fukuoka (d)  | Satoshi Fujimaru (d) | Parti libéral-démocrate |       |
| Huitième circonscription de la préfecture de Fukuoka (d)  | Tarō Asō             | Parti libéral-démocrate |       |
| Neuvième circonscription de la préfecture de Fukuoka (d)  | Asahiko Mihara (d)   | Parti libéral-démocrate |       |
| Dixième circonscription de la préfecture de Fukuoka (d)   | Kozo Yamamoto (d)    | Parti libéral-démocrate |       |
| Onzième circonscription de la préfecture de Fukuoka (d)   | Ryota Takeda (d)     | Parti libéral-démocrate |       |

## Préfecture de Fukushima
| Circonscription                                             | Député                | Parti politique         | Image |
| ----------------------------------------------------------- | --------------------- | ----------------------- | ----- |
| Première circonscription de la préfecture de Fukushima (d)  | Emi Kaneko            | Sans étiquette          |       |
| Deuxième circonscription de la préfecture de Fukushima (d)  | Takumi Nemoto         | Parti libéral-démocrate |       |
| Troisième circonscription de la préfecture de Fukushima (d) | Kōichirō Genba        | Sans étiquette          |       |
| Quatrième circonscription de la préfecture de Fukushima (d) | Ichirō Kanke (d)      | Parti libéral-démocrate |       |
| Cinquième circonscription de la préfecture de Fukushima (d) | Masayoshi Yoshino (d) | Parti libéral-démocrate |       |

## Préfecture de Gifu
| Circonscription                                        | Député                 | Parti politique         | Image |
| ------------------------------------------------------ | ---------------------- | ----------------------- | ----- |
| Première circonscription de la préfecture de Gifu (d)  | Seiko Noda             | Parti libéral-démocrate |       |
| Deuxième circonscription de la préfecture de Gifu (d)  | Yasufumi Tanahashi (d) | Parti libéral-démocrate |       |
| Troisième circonscription de la préfecture de Gifu (d) | Yoji Muto (d)          | Parti libéral-démocrate |       |
| Quatrième circonscription de la préfecture de Gifu (d) | Shunpei Kaneko (d)     | Parti libéral-démocrate |       |
| Cinquième circonscription de la préfecture de Gifu (d) | Keiji Furuya (d)       | Parti libéral-démocrate |       |

## Préfecture de Gunma
| Circonscription                                         | Député                 | Parti politique         | Image |
| ------------------------------------------------------- | ---------------------- | ----------------------- | ----- |
| Première circonscription de la préfecture de Gunma (d)  | Asako Omi (d)          | Parti libéral-démocrate |       |
| Deuxième circonscription de la préfecture de Gunma (d)  | Toshirō Ino (d)        | Parti libéral-démocrate |       |
| Troisième circonscription de la préfecture de Gunma (d) | Hiroyoshi Sasakawa (d) | Parti libéral-démocrate |       |
| Quatrième circonscription de la préfecture de Gunma (d) | Tatsuo Fukuda (d)      | Parti libéral-démocrate |       |
| Cinquième circonscription de la préfecture de Gunma (d) | Yūko Obuchi            | Parti libéral-démocrate |       |

## Préfecture de Hiroshima
| Circonscription                                             | Député                 | Parti politique         | Image |
| ----------------------------------------------------------- | ---------------------- | ----------------------- | ----- |
| Première circonscription de la préfecture de Hiroshima (d)  | Fumio Kishida          | Parti libéral-démocrate |       |
| Deuxième circonscription de la préfecture de Hiroshima (d)  | Hiroshi Hiraguchi (d)  | Parti libéral-démocrate |       |
| Troisième circonscription de la préfecture de Hiroshima (d) | Katsuyuki Kawai (d)    | Parti libéral-démocrate |       |
| Quatrième circonscription de la préfecture de Hiroshima (d) | Shintani Masayoshi (d) | Parti libéral-démocrate |       |
| Cinquième circonscription de la préfecture de Hiroshima (d) | Minoru Terada (d)      | Parti libéral-démocrate |       |
| Sixième circonscription de la préfecture de Hiroshima (d)   | Koji Sato (d)          | Kibō no tō              |       |
| Septième circonscription de la préfecture de Hiroshima (d)  | Fumiaki Kobayashi (d)  | Parti libéral-démocrate |       |

## Préfecture de Hokkaidō
| Circonscription                           | Député                 | Parti politique                 | Image |
| ----------------------------------------- | ---------------------- | ------------------------------- | ----- |
| Première circonscription de Hokkaidō (d)  | Daiki Michishita (d)   | Parti démocrate constitutionnel |       |
| Deuxième circonscription de Hokkaidō (d)  | Takamori Yoshikawa (d) | Parti libéral-démocrate         |       |
| Troisième circonscription de Hokkaidō (d) | Satoshi Arai (d)       | Parti démocrate constitutionnel |       |
| Quatrième circonscription de Hokkaidō (d) | Hiroyuki Nakamura (d)  | Parti libéral-démocrate         |       |
| Cinquième circonscription de Hokkaidō (d) | Wada Yoshiaki (d)      | Parti libéral-démocrate         |       |
| Sixième circonscription de Hokkaidō (d)   | Takahiro Sasaki (d)    | Parti démocrate constitutionnel |       |
| Septième circonscription de Hokkaidō (d)  | Yoshitaka Itō (d)      | Parti libéral-démocrate         |       |
| Huitième circonscription de Hokkaidō (d)  | Seiji Ōsaka            | Sans étiquette                  |       |
| Neuvième circonscription de Hokkaidō (d)  | Manabu Horii           | Parti libéral-démocrate         |       |
| Dixième circonscription de Hokkaidō (d)   | Hisashi Inatsu (d)     | Nouveau Kōmeitō                 |       |
| Onzième circonscription de Hokkaidō (d)   | Kaori Sakanaka (d)     | Parti démocrate constitutionnel |       |
| Douzième circonscription de Hokkaidō (d)  | Arata Takebe (d)       | Parti libéral-démocrate         |       |

## Préfecture de Hyōgo
| Circonscription                                         | Député                  | Parti politique         | Image |
| ------------------------------------------------------- | ----------------------- | ----------------------- | ----- |
| Première circonscription de la préfecture de Hyōgo (d)  | Masahito Moriyama (d)   | Parti libéral-démocrate |       |
| Deuxième circonscription de la préfecture de Hyōgo (d)  | Kazuyoshi Akaba (d)     | Nouveau Kōmeitō         |       |
| Troisième circonscription de la préfecture de Hyōgo (d) | Yoshihiro Seki (d)      | Parti libéral-démocrate |       |
| Quatrième circonscription de la préfecture de Hyōgo (d) | Hisayuki Fujii (d)      | Parti libéral-démocrate |       |
| Cinquième circonscription de la préfecture de Hyōgo (d) | Koichi Tani (d)         | Parti libéral-démocrate |       |
| Sixième circonscription de la préfecture de Hyōgo (d)   | Masaki Ōgushi (d)       | Parti libéral-démocrate |       |
| Septième circonscription de la préfecture de Hyōgo (d)  | Kenji Yamada (d)        | Parti libéral-démocrate |       |
| Huitième circonscription de la préfecture de Hyōgo (d)  | Hiromasa Nakano (d)     | Nouveau Kōmeitō         |       |
| Neuvième circonscription de la préfecture de Hyōgo (d)  | Yasutoshi Nishimura (d) | Parti libéral-démocrate |       |
| Dixième circonscription de la préfecture de Hyōgo (d)   | Kisaburō Tokai          | Parti libéral-démocrate |       |
| Onzième circonscription de la préfecture de Hyōgo (d)   | Takeaki Matsumoto       | Parti libéral-démocrate |       |
| Douzième circonscription de la préfecture de Hyōgo (d)  | Tsuyoshi Yamaguchi (d)  | Parti libéral-démocrate |       |

## Préfecture de Kagawa
| Circonscription                                          | Député              | Parti politique         | Image |
| -------------------------------------------------------- | ------------------- | ----------------------- | ----- |
| Première circonscription de la préfecture de Kagawa (d)  | Takuya Hirai (d)    | Parti libéral-démocrate |       |
| Deuxième circonscription de la préfecture de Kagawa (d)  | Yūichirō Tamaki (d) | Kibō no tō              |       |
| Troisième circonscription de la préfecture de Kagawa (d) | Keitaro Ohno (d)    | Parti libéral-démocrate |       |

## Préfecture de Kagoshima
| Circonscription                                             | Député               | Parti politique                 | Image |
| ----------------------------------------------------------- | -------------------- | ------------------------------- | ----- |
| Première circonscription de la préfecture de Kagoshima (d)  | Hiroshi Kawauchi (d) | Parti démocrate constitutionnel |       |
| Deuxième circonscription de la préfecture de Kagoshima (d)  | Masuo Kaneko (d)     | Parti libéral-démocrate         |       |
| Troisième circonscription de la préfecture de Kagoshima (d) | Yasuhiro Ozato (d)   | Parti libéral-démocrate         |       |
| Quatrième circonscription de la préfecture de Kagoshima (d) | Hiroshi Moriyama     | Parti libéral-démocrate         |       |

## Préfecture de Kanagawa
| Circonscription                                               | Député                | Parti politique                 | Image |
| ------------------------------------------------------------- | --------------------- | ------------------------------- | ----- |
| Première circonscription de la préfecture de Kanagawa (d)     | Jun Matsumoto (d)     | Parti libéral-démocrate         |       |
| Deuxième circonscription de la préfecture de Kanagawa (d)     | Yoshihide Suga        | Parti libéral-démocrate         |       |
| Troisième circonscription de la préfecture de Kanagawa (d)    | Hachiro Okonogi (d)   | Parti libéral-démocrate         |       |
| Quatrième circonscription de la préfecture de Kanagawa (d)    | Yuki Waseda (d)       | Parti démocrate constitutionnel |       |
| Cinquième circonscription de la préfecture de Kanagawa (d)    | Manabu Sakai (d)      | Parti libéral-démocrate         |       |
| Sixième circonscription de la préfecture de Kanagawa (d)      | Yōichirō Aoyagi (d)   | Parti démocrate constitutionnel |       |
| Septième circonscription de la préfecture de Kanagawa (d)     | Keisuke Suzuki (d)    | Parti libéral-démocrate         |       |
| Huitième circonscription de la préfecture de Kanagawa (d)     | Kenji Eda (d)         | Sans étiquette                  |       |
| Neuvième circonscription de la préfecture de Kanagawa (d)     | Hirofumi Ryu (d)      | Kibō no tō                      |       |
| Dixième circonscription de la préfecture de Kanagawa (d)      | Kazunori Tanaka (d)   | Parti libéral-démocrate         |       |
| Onzième circonscription de la préfecture de Kanagawa (d)      | Shinjirō Koizumi      | Parti libéral-démocrate         |       |
| Douzième circonscription de la préfecture de Kanagawa (d)     | Tomoko Abe (d)        | Parti démocrate constitutionnel |       |
| Treizième circonscription de la préfecture de Kanagawa (d)    | Akira Amari           | Parti libéral-démocrate         |       |
| Quatorzième circonscription de la préfecture de Kanagawa (d)  | Jiro Akama (d)        | Parti libéral-démocrate         |       |
| Quinzième circonscription de la préfecture de Kanagawa (d)    | Taro Kono             | Parti libéral-démocrate         |       |
| Seizième circonscription de la préfecture de Kanagawa (d)     | Hiroyuki Yoshiie (d)  | Parti libéral-démocrate         |       |
| Dix-septième circonscription de la préfecture de Kanagawa (d) | Karen Makishima (d)   | Parti libéral-démocrate         |       |
| Dix-huitième circonscription de la préfecture de Kanagawa (d) | Daishiro Yamagiwa (d) | Parti libéral-démocrate         |       |

## Préfecture de Kumamoto
| Circonscription                                            | Député                | Parti politique         | Image |
| ---------------------------------------------------------- | --------------------- | ----------------------- | ----- |
| Première circonscription de la préfecture de Kumamoto (d)  | Minoru Kihara (d)     | Parti libéral-démocrate |       |
| Deuxième circonscription de la préfecture de Kumamoto (d)  | Takeshi Noda (d)      | Parti libéral-démocrate |       |
| Troisième circonscription de la préfecture de Kumamoto (d) | Tetsushi Sakamoto (d) | Parti libéral-démocrate |       |
| Quatrième circonscription de la préfecture de Kumamoto (d) | Yasushi Kaneko (d)    | Parti libéral-démocrate |       |

## Préfecture de Kyoto
| Circonscription                        | Député              | Parti politique         | Image |
| -------------------------------------- | ------------------- | ----------------------- | ----- |
| Première circonscription de Kyōto (d)  | Bunmei Ibuki        | Parti libéral-démocrate |       |
| Deuxième circonscription de Kyōto (d)  | Seiji Maehara       |                         |       |
| Troisième circonscription de Kyōto (d) | Kenta Izumi (d)     | Kibō no tō              |       |
| Quatrième circonscription de Kyōto (d) | Hideyuki Tanaka (d) | Parti libéral-démocrate |       |
| Cinquième circonscription de Kyōto (d) | Tarō Honda (d)      | Parti libéral-démocrate |       |
| Sixième circonscription de Kyōto (d)   | Hiroshi Andō (d)    | Parti libéral-démocrate |       |

## Préfecture de Kōchi
| Circonscription                                        | Député            | Parti politique         | Image |
| ------------------------------------------------------ | ----------------- | ----------------------- | ----- |
| Première circonscription de la préfecture de Kōchi (d) | Gen Nakatani      | Parti libéral-démocrate |       |
| Deuxième circonscription de la préfecture de Kōchi (d) | Hajime Hirota (d) | Sans étiquette          |       |

## Préfecture de Mie
| Circonscription                                       | Député                | Parti politique         | Image |
| ----------------------------------------------------- | --------------------- | ----------------------- | ----- |
| Première circonscription de la préfecture de Mie (d)  | Norihisa Tamura       | Parti libéral-démocrate |       |
| Deuxième circonscription de la préfecture de Mie (d)  | Masaharu Nakagawa (d) | Sans étiquette          |       |
| Troisième circonscription de la préfecture de Mie (d) | Katsuya Okada         | Sans étiquette          |       |
| Quatrième circonscription de la préfecture de Mie (d) | Norio Mitsuya (d)     | Parti libéral-démocrate |       |

## Préfecture de Miyagi
| Circonscription                                          | Député                | Parti politique         | Image |
| -------------------------------------------------------- | --------------------- | ----------------------- | ----- |
| Première circonscription de la préfecture de Miyagi (d)  | Tōru Doi (d)          | Parti libéral-démocrate |       |
| Deuxième circonscription de la préfecture de Miyagi (d)  | Kenya Akiba (d)       | Parti libéral-démocrate |       |
| Troisième circonscription de la préfecture de Miyagi (d) | Akihiro Nishimura (d) | Parti libéral-démocrate |       |
| Quatrième circonscription de la préfecture de Miyagi (d) | Shintaro Ito (d)      | Parti libéral-démocrate |       |
| Cinquième circonscription de la préfecture de Miyagi (d) | Jun Azumi             | Sans étiquette          |       |
| Sixième circonscription de la préfecture de Miyagi (d)   | Itsunori Onodera      | Parti libéral-démocrate |       |

## Préfecture de Miyazaki
| Circonscription                                            | Député                 | Parti politique         | Image |
| ---------------------------------------------------------- | ---------------------- | ----------------------- | ----- |
| Première circonscription de la préfecture de Miyazaki (d)  | Shunsuke Takei (d)     | Parti libéral-démocrate |       |
| Deuxième circonscription de la préfecture de Miyazaki (d)  | Taku Etō (d)           | Parti libéral-démocrate |       |
| Troisième circonscription de la préfecture de Miyazaki (d) | Yoshihisa Furukawa (d) | Parti libéral-démocrate |       |

## Préfecture de Nagano
| Circonscription                                          | Député                | Parti politique         | Image |
| -------------------------------------------------------- | --------------------- | ----------------------- | ----- |
| Première circonscription de la préfecture de Nagano (d)  | Takashi Shinohara (d) | Sans étiquette          |       |
| Deuxième circonscription de la préfecture de Nagano (d)  | Mitsu Shimojo (d)     | Kibō no tō              |       |
| Troisième circonscription de la préfecture de Nagano (d) | Yōsei Ide (d)         | Kibō no tō              |       |
| Quatrième circonscription de la préfecture de Nagano (d) | Shigeyuki Goto (d)    | Parti libéral-démocrate |       |
| Cinquième circonscription de la préfecture de Nagano (d) | Ichiro Miyashita (d)  | Parti libéral-démocrate |       |

## Préfecture de Nagasaki
| Circonscription                                            | Député              | Parti politique         | Image |
| ---------------------------------------------------------- | ------------------- | ----------------------- | ----- |
| Première circonscription de la préfecture de Nagasaki (d)  | Hideko Nishioka (d) | Kibō no tō              |       |
| Deuxième circonscription de la préfecture de Nagasaki (d)  | Kanji Katō (d)      | Parti libéral-démocrate |       |
| Troisième circonscription de la préfecture de Nagasaki (d) | Yaichi Tanigawa (d) | Parti libéral-démocrate |       |
| Quatrième circonscription de la préfecture de Nagasaki (d) | Seigo Kitamura (d)  | Parti libéral-démocrate |       |

## Préfecture de Nara
| Circonscription                                        | Député                | Parti politique         | Image |
| ------------------------------------------------------ | --------------------- | ----------------------- | ----- |
| Première circonscription de la préfecture de Nara (d)  | Shigeki Kobayashi (d) | Parti libéral-démocrate |       |
| Deuxième circonscription de la préfecture de Nara (d)  | Sanae Takaichi        | Parti libéral-démocrate |       |
| Troisième circonscription de la préfecture de Nara (d) | Taidō Tanose (d)      | Parti libéral-démocrate |       |

## Préfecture de Niigata
| Circonscription                                           | Député                | Parti politique                 | Image |
| --------------------------------------------------------- | --------------------- | ------------------------------- | ----- |
| Première circonscription de la préfecture de Niigata (d)  | Chinami Nishimura (d) | Parti démocrate constitutionnel |       |
| Deuxième circonscription de la préfecture de Niigata (d)  | Eiichiro Washio (d)   | Sans étiquette                  |       |
| Troisième circonscription de la préfecture de Niigata (d) | Takahiro Kuroiwa (d)  | Sans étiquette                  |       |
| Quatrième circonscription de la préfecture de Niigata (d) | Makiko Kikuta (d)     | Sans étiquette                  |       |
| Cinquième circonscription de la préfecture de Niigata (d) | Hirohiko Izumida (d)  | Parti libéral-démocrate         |       |
| Sixième circonscription de la préfecture de Niigata (d)   | Shuichi Takatori (d)  | Parti libéral-démocrate         |       |

## Préfecture de Saga
| Circonscription                                       | Député             | Parti politique | Image |
| ----------------------------------------------------- | ------------------ | --------------- | ----- |
| Première circonscription de la préfecture de Saga (d) | Kazuhiro Haraguchi | Sans étiquette  |       |
| Deuxième circonscription de la préfecture de Saga (d) | Hiroshi Ogushi (d) | Kibō no tō      |       |

## Préfecture de Saitama
| Circonscription                                             | Député                  | Parti politique                 | Image |
| ----------------------------------------------------------- | ----------------------- | ------------------------------- | ----- |
| Première circonscription de la préfecture de Saitama (d)    | Hideki Murai (d)        | Parti libéral-démocrate         |       |
| Deuxième circonscription de la préfecture de Saitama (d)    | Yoshitaka Shindō        | Parti libéral-démocrate         |       |
| Troisième circonscription de la préfecture de Saitama (d)   | Hitoshi Kikawada (d)    | Parti libéral-démocrate         |       |
| Quatrième circonscription de la préfecture de Saitama (d)   | Yasushi Hosaka (d)      | Parti libéral-démocrate         |       |
| Cinquième circonscription de la préfecture de Saitama (d)   | Yukio Edano             | Parti démocrate constitutionnel |       |
| Sixième circonscription de la préfecture de Saitama (d)     | Atsushi Oshima (d)      | Kibō no tō                      |       |
| Septième circonscription de la préfecture de Saitama (d)    | Saichi Kamiyama (d)     | Parti libéral-démocrate         |       |
| Huitième circonscription de la préfecture de Saitama (d)    | Masahiko Shibayama (d)  | Parti libéral-démocrate         |       |
| Neuvième circonscription de la préfecture de Saitama (d)    | Taku Otsuka (d)         | Parti libéral-démocrate         |       |
| Dixième circonscription de la préfecture de Saitama (d)     | Taimei Yamaguchi (d)    | Parti libéral-démocrate         |       |
| Onzième circonscription de la préfecture de Saitama (d)     | Ryūji Koizumi (d)       | Sans étiquette                  |       |
| Douzième circonscription de la préfecture de Saitama (d)    | Atsushi Nonaka (d)      | Parti libéral-démocrate         |       |
| Treizième circonscription de la préfecture de Saitama (d)   | Shinako Tsuchiya (d)    | Parti libéral-démocrate         |       |
| Quatorzième circonscription de la préfecture de Saitama (d) | Hiromi Mitsubayashi (d) | Parti libéral-démocrate         |       |
| Quinzième circonscription de la préfecture de Saitama (d)   | Ryosei Tanaka (d)       | Parti libéral-démocrate         |       |

## Préfecture de Shiga
| Circonscription                                         | Député                | Parti politique         | Image |
| ------------------------------------------------------- | --------------------- | ----------------------- | ----- |
| Première circonscription de la préfecture de Shiga (d)  | Toshitaka Ōoka (d)    | Parti libéral-démocrate |       |
| Deuxième circonscription de la préfecture de Shiga (d)  | Kenichiro Ueno (d)    | Parti libéral-démocrate |       |
| Troisième circonscription de la préfecture de Shiga (d) | Nobuhide Takemura (d) | Parti libéral-démocrate |       |
| Quatrième circonscription de la préfecture de Shiga (d) | Hiroo Kodera (d)      | Parti libéral-démocrate |       |

## Préfecture de Shimane
| Circonscription                                          | Député              | Parti politique         | Image |
| -------------------------------------------------------- | ------------------- | ----------------------- | ----- |
| Première circonscription de la préfecture de Shimane (d) | Hiroyuki Hosoda (d) | Parti libéral-démocrate |       |
| Deuxième circonscription de la préfecture de Shimane (d) | Wataru Takeshita    | Parti libéral-démocrate |       |

## Préfecture de Shizuoka
| Circonscription                                            | Député                 | Parti politique         | Image |
| ---------------------------------------------------------- | ---------------------- | ----------------------- | ----- |
| Première circonscription de la préfecture de Shizuoka (d)  | Yōko Kamikawa          | Parti libéral-démocrate |       |
| Deuxième circonscription de la préfecture de Shizuoka (d)  | Tatsunori Ibayashi (d) | Parti libéral-démocrate |       |
| Troisième circonscription de la préfecture de Shizuoka (d) | Hiroyuki Miyazawa (d)  | Parti libéral-démocrate |       |
| Quatrième circonscription de la préfecture de Shizuoka (d) | Yoshio Mochizuki       | Parti libéral-démocrate |       |
| Cinquième circonscription de la préfecture de Shizuoka (d) | Goshi Hosono           | Kibō no tō              |       |
| Sixième circonscription de la préfecture de Shizuoka (d)   | Shu Watanabe (d)       | Kibō no tō              |       |
| Septième circonscription de la préfecture de Shizuoka (d)  | Minoru Kiuchi (d)      | Parti libéral-démocrate |       |
| Huitième circonscription de la préfecture de Shizuoka (d)  | Ryū Shionoya           | Parti libéral-démocrate |       |

## Préfecture de Tochigi
| Circonscription                                           | Député            | Parti politique         | Image |
| --------------------------------------------------------- | ----------------- | ----------------------- | ----- |
| Première circonscription de la préfecture de Tochigi (d)  | Hajime Funada (d) | Parti libéral-démocrate |       |
| Deuxième circonscription de la préfecture de Tochigi (d)  | Akio Fukuda (d)   | Sans étiquette          |       |
| Troisième circonscription de la préfecture de Tochigi (d) | Kazuo Yana (d)    | Parti libéral-démocrate |       |
| Quatrième circonscription de la préfecture de Tochigi (d) | Tsutomu Satō      | Parti libéral-démocrate |       |
| Cinquième circonscription de la préfecture de Tochigi (d) | Toshimitsu Motegi | Parti libéral-démocrate |       |

## Préfecture de Tokushima
| Circonscription                                            | Député                 | Parti politique         | Image |
| ---------------------------------------------------------- | ---------------------- | ----------------------- | ----- |
| Première circonscription de la préfecture de Tokushima (d) | Masazumi Gotoda (d)    | Parti libéral-démocrate |       |
| Deuxième circonscription de la préfecture de Tokushima (d) | Shunichi Yamaguchi (d) | Parti libéral-démocrate |       |

## Préfecture de Tottori
| Circonscription                                          | Député             | Parti politique         | Image |
| -------------------------------------------------------- | ------------------ | ----------------------- | ----- |
| Première circonscription de la préfecture de Tottori (d) | Shigeru Ishiba     | Parti libéral-démocrate |       |
| Deuxième circonscription de la préfecture de Tottori (d) | Ryosei Akazawa (d) | Parti libéral-démocrate |       |

## Préfecture de Toyama
| Circonscription                                          | Député                  | Parti politique         | Image |
| -------------------------------------------------------- | ----------------------- | ----------------------- | ----- |
| Première circonscription de la préfecture de Toyama (d)  | Hiroaki Tabata (d)      | Parti libéral-démocrate |       |
| Deuxième circonscription de la préfecture de Toyama (d)  | Mitsuhiro Miyakoshi (d) | Parti libéral-démocrate |       |
| Troisième circonscription de la préfecture de Toyama (d) | Keiichirō Tachibana (d) | Parti libéral-démocrate |       |

## Préfecture de Wakayama
| Circonscription                                            | Député               | Parti politique         | Image |
| ---------------------------------------------------------- | -------------------- | ----------------------- | ----- |
| Première circonscription de la préfecture de Wakayama (d)  | Shūhei Kishimoto (d) | Kibō no tō              |       |
| Deuxième circonscription de la préfecture de Wakayama (d)  | Masatoshi Ishida (d) | Parti libéral-démocrate |       |
| Troisième circonscription de la préfecture de Wakayama (d) | Toshihiro Nikai      | Parti libéral-démocrate |       |

## Préfecture de Yamagata
| Circonscription                                            | Député              | Parti politique         | Image |
| ---------------------------------------------------------- | ------------------- | ----------------------- | ----- |
| Première circonscription de la préfecture de Yamagata (d)  | Toshiaki Endo (d)   | Parti libéral-démocrate |       |
| Deuxième circonscription de la préfecture de Yamagata (d)  | Norikazu Suzuki (d) | Parti libéral-démocrate |       |
| Troisième circonscription de la préfecture de Yamagata (d) | Ayuko Kato (d)      | Parti libéral-démocrate |       |

## Préfecture de Yamaguchi
| Circonscription                                             | Député              | Parti politique         | Image |
| ----------------------------------------------------------- | ------------------- | ----------------------- | ----- |
| Première circonscription de la préfecture de Yamaguchi (d)  | Masahiko Kōmura (d) | Parti libéral-démocrate |       |
| Deuxième circonscription de la préfecture de Yamaguchi (d)  | Nobuo Kishi (d)     | Parti libéral-démocrate |       |
| Troisième circonscription de la préfecture de Yamaguchi (d) | Takeo Kawamura (d)  | Parti libéral-démocrate |       |
| Quatrième circonscription de la préfecture de Yamaguchi (d) | Shinzō Abe          | Parti libéral-démocrate |       |

## Préfecture de Yamanashi
| Circonscription                                            | Député                 | Parti politique | Image |
| ---------------------------------------------------------- | ---------------------- | --------------- | ----- |
| Première circonscription de la préfecture de Yamanashi (d) | Katsuhito Nakajima (d) | Sans étiquette  |       |
| Deuxième circonscription de la préfecture de Yamanashi (d) | Noriko Horiuchi (d)    | Sans étiquette  |       |

## Circonscriptions proportionnelles

### Circonscription proportionnelle de Hokkaidō
| Circonscription                                 | Député                   | Parti politique                 | Image |
| ----------------------------------------------- | ------------------------ | ------------------------------- | ----- |
| Circonscription proportionnelle de Hokkaidō (d) | Hiroshi Kamiya (d)       | Parti démocrate constitutionnel |       |
| Circonscription proportionnelle de Hokkaidō (d) | Maki Ikeda (d)           | Parti démocrate constitutionnel |       |
| Circonscription proportionnelle de Hokkaidō (d) | Kōichi Watanabe (d)      | Parti libéral-démocrate         |       |
| Circonscription proportionnelle de Hokkaidō (d) | Tatsumaru Yamaoka (d)    | Kibō no tō                      |       |
| Circonscription proportionnelle de Hokkaidō (d) | Hidemichi Satō (d)       | Nouveau Kōmeitō                 |       |
| Circonscription proportionnelle de Hokkaidō (d) | Hiranao Honda (d)        | Parti démocrate constitutionnel |       |
| Circonscription proportionnelle de Hokkaidō (d) | Takako Suzuki (d)        | Parti libéral-démocrate         |       |
| Circonscription proportionnelle de Hokkaidō (d) | Toshimitsu Funahashi (d) | Parti libéral-démocrate         |       |

### Circonscription proportionnelle de Shikoku
| Circonscription                                | Député               | Parti politique                 | Image |
| ---------------------------------------------- | -------------------- | ------------------------------- | ----- |
| Circonscription proportionnelle de Shikoku (d) | Teru Fukui (d)       | Parti libéral-démocrate         |       |
| Circonscription proportionnelle de Shikoku (d) | Mamoru Fukuyama (d)  | Parti libéral-démocrate         |       |
| Circonscription proportionnelle de Shikoku (d) | Noritoshi Ishida (d) | Nouveau Kōmeitō                 |       |
| Circonscription proportionnelle de Shikoku (d) | Yuji Yamamoto (d)    | Parti libéral-démocrate         |       |
| Circonscription proportionnelle de Shikoku (d) | Norio Takeuchi (d)   | Parti démocrate constitutionnel |       |
| Circonscription proportionnelle de Shikoku (d) | Junya Ogawa (d)      | Kibō no tō                      |       |

### Circonscription proportionnelle du sud-Kantō
| Circonscription                              | Député                 | Parti politique                 | Image |
| -------------------------------------------- | ---------------------- | ------------------------------- | ----- |
| Circonscription proportionnelle du Sud-Kantō | Hidehiro Mitani (d)    | Parti libéral-démocrate         |       |
| Circonscription proportionnelle du Sud-Kantō | Kazuma Nakatani (d)    | Parti démocrate constitutionnel |       |
| Circonscription proportionnelle du Sud-Kantō | Shin Miyakawa (d)      | Parti démocrate constitutionnel |       |
| Circonscription proportionnelle du Sud-Kantō | Yukio Ubukata (d)      | Parti démocrate constitutionnel |       |
| Circonscription proportionnelle du Sud-Kantō | Tomohiro Yamamoto (d)  | Parti libéral-démocrate         |       |
| Circonscription proportionnelle du Sud-Kantō | Noriko Miyagawa (d)    | Parti libéral-démocrate         |       |
| Circonscription proportionnelle du Sud-Kantō | Noriko Furuya (d)      | Nouveau Kōmeitō                 |       |
| Circonscription proportionnelle du Sud-Kantō | Kazuo Shii             | Parti communiste japonais       |       |
| Circonscription proportionnelle du Sud-Kantō | Sōichirō Okuno (d)     | Kibō no tō                      |       |
| Circonscription proportionnelle du Sud-Kantō | Norihiro Nakayama (d)  | Parti libéral-démocrate         |       |
| Circonscription proportionnelle du Sud-Kantō | Shigeyuki Tomita (d)   | Nouveau Kōmeitō                 |       |
| Circonscription proportionnelle du Sud-Kantō | Tetsuya Kimura (d)     | Parti libéral-démocrate         |       |
| Circonscription proportionnelle du Sud-Kantō | Tsuyoshi Hoshino (d)   | Parti libéral-démocrate         |       |
| Circonscription proportionnelle du Sud-Kantō | Yūichi Gotō (d)        | Kibō no tō                      |       |
| Circonscription proportionnelle du Sud-Kantō | Kaname Tajima (d)      | Kibō no tō                      |       |
| Circonscription proportionnelle du Sud-Kantō | Seiichi Kushida (d)    | Nippon ishin no kai             |       |
| Circonscription proportionnelle du Sud-Kantō | Kentarō Motomura (d)   | Kibō no tō                      |       |
| Circonscription proportionnelle du Sud-Kantō | Kazumasa Okajima (d)   | Parti démocrate constitutionnel |       |
| Circonscription proportionnelle du Sud-Kantō | Hiroshi Ueno (d)       | Parti libéral-démocrate         |       |
| Circonscription proportionnelle du Sud-Kantō | Gō Shinohara (d)       | Parti démocrate constitutionnel |       |
| Circonscription proportionnelle du Sud-Kantō | Kimie Hatano (d)       | Parti communiste japonais       |       |
| Circonscription proportionnelle du Sud-Kantō | Shin'ichi Nakatani (d) | Parti libéral-démocrate         |       |

### Circonscription proportionnelle de Tōkyō
| Circonscription                              | Député                 | Parti politique                 | Image |
| -------------------------------------------- | ---------------------- | ------------------------------- | ----- |
| Circonscription proportionnelle de Tōkyō (d) | Shunsuke Itō (d)       | Kibō no tō                      |       |
| Circonscription proportionnelle de Tōkyō (d) | Toru Miyamoto (d)      | Parti communiste japonais       |       |
| Circonscription proportionnelle de Tōkyō (d) | Yōsuke Takagi (d)      | Nouveau Kōmeitō                 |       |
| Circonscription proportionnelle de Tōkyō (d) | Kei Takagi (d)         | Parti libéral-démocrate         |       |
| Circonscription proportionnelle de Tōkyō (d) | Yoshinori Suematsu (d) | Parti démocrate constitutionnel |       |
| Circonscription proportionnelle de Tōkyō (d) | Yoshio Tezuka (d)      | Parti démocrate constitutionnel |       |
| Circonscription proportionnelle de Tōkyō (d) | Miki Yamada (d)        | Parti libéral-démocrate         |       |
| Circonscription proportionnelle de Tōkyō (d) | Fumiaki Matsumoto (d)  | Parti libéral-démocrate         |       |
| Circonscription proportionnelle de Tōkyō (d) | Mito Kakizawa (d)      | Kibō no tō                      |       |
| Circonscription proportionnelle de Tōkyō (d) | Kiyoshi Odawara (d)    | Parti libéral-démocrate         |       |
| Circonscription proportionnelle de Tōkyō (d) | Ikuo Yamahana (d)      | Parti démocrate constitutionnel |       |
| Circonscription proportionnelle de Tōkyō (d) | Akihiro Hatsushika (d) | Parti démocrate constitutionnel |       |
| Circonscription proportionnelle de Tōkyō (d) | Takao Ochi (d)         | Parti libéral-démocrate         |       |
| Circonscription proportionnelle de Tōkyō (d) | Michiyo Takagi (d)     | Nouveau Kōmeitō                 |       |
| Circonscription proportionnelle de Tōkyō (d) | Jin Matsubara (d)      | Kibō no tō                      |       |
| Circonscription proportionnelle de Tōkyō (d) | Takao Andō (d)         | Parti libéral-démocrate         |       |
| Circonscription proportionnelle de Tōkyō (d) | Akira Kasai (d)        | Parti communiste japonais       |       |

### Circonscription proportionnelle du nord-Kantō
| Circonscription                                   | Député                  | Parti politique                 | Image |
| ------------------------------------------------- | ----------------------- | ------------------------------- | ----- |
| Circonscription proportionnelle du nord-Kantō (d) | Kimichika Hyakutake (d) | Parti libéral-démocrate         |       |
| Circonscription proportionnelle du nord-Kantō (d) | Keinin Horikoshi (d)    | Parti démocrate constitutionnel |       |
| Circonscription proportionnelle du nord-Kantō (d) | Tetsuya Shiokawa (d)    | Parti communiste japonais       |       |
| Circonscription proportionnelle du nord-Kantō (d) | Rentarō Takagi (d)      | Parti démocrate constitutionnel |       |
| Circonscription proportionnelle du nord-Kantō (d) | Yuriko Yamakawa (d)     | Parti démocrate constitutionnel |       |
| Circonscription proportionnelle du nord-Kantō (d) | Kaichi Hasegawa (d)     | Parti démocrate constitutionnel |       |
| Circonscription proportionnelle du nord-Kantō (d) | Mitsunari Okamoto (d)   | Nouveau Kōmeitō                 |       |
| Circonscription proportionnelle du nord-Kantō (d) | Yutaka Kanda (d)        | Parti libéral-démocrate         |       |
| Circonscription proportionnelle du nord-Kantō (d) | Kazuyuki Nakane (d)     | Parti libéral-démocrate         |       |
| Circonscription proportionnelle du nord-Kantō (d) | Keiichi Ishii (d)       | Nouveau Kōmeitō                 |       |
| Circonscription proportionnelle du nord-Kantō (d) | Akio Satō (d)           | Parti libéral-démocrate         |       |
| Circonscription proportionnelle du nord-Kantō (d) | Satoshi Asano (d)       | Kibō no tō                      |       |
| Circonscription proportionnelle du nord-Kantō (d) | Yasuko Komiyama (d)     | Kibō no tō                      |       |
| Circonscription proportionnelle du nord-Kantō (d) | Toshikazu Morita (d)    | Kibō no tō                      |       |
| Circonscription proportionnelle du nord-Kantō (d) | Masako Okawara (d)      | Parti démocrate constitutionnel |       |
| Circonscription proportionnelle du nord-Kantō (d) | Keiko Nagaoka (d)       | Parti libéral-démocrate         |       |
| Circonscription proportionnelle du nord-Kantō (d) | Yasutaka Nakasone (d)   | Parti libéral-démocrate         |       |
| Circonscription proportionnelle du nord-Kantō (d) | Yamato Aoyama (d)       | Kibō no tō                      |       |
| Circonscription proportionnelle du nord-Kantō (d) | Hideki Makihara         | Parti libéral-démocrate         |       |

### Circonscription proportionnelle du Hokuriku-Shin'etsu
| Circonscription                                           | Député                | Parti politique                 | Image |
| --------------------------------------------------------- | --------------------- | ------------------------------- | ----- |
| Circonscription proportionnelle du Hokuriku-Shin'etsu (d) | Hiroaki Saitō (d)     | Parti libéral-démocrate         |       |
| Circonscription proportionnelle du Hokuriku-Shin'etsu (d) | Taku Yamamoto (d)     | Parti libéral-démocrate         |       |
| Circonscription proportionnelle du Hokuriku-Shin'etsu (d) | Wakako Yamamoto (d)   | Parti démocrate constitutionnel |       |
| Circonscription proportionnelle du Hokuriku-Shin'etsu (d) | Yasufumi Fujino (d)   | Parti communiste japonais       |       |
| Circonscription proportionnelle du Hokuriku-Shin'etsu (d) | Takeshi Saiki (d)     | Kibō no tō                      |       |
| Circonscription proportionnelle du Hokuriku-Shin'etsu (d) | Shunsuke Mutai (d)    | Parti libéral-démocrate         |       |
| Circonscription proportionnelle du Hokuriku-Shin'etsu (d) | Tōru Ishizaki (d)     | Parti libéral-démocrate         |       |
| Circonscription proportionnelle du Hokuriku-Shin'etsu (d) | Ken'ichi Hosoda (d)   | Parti libéral-démocrate         |       |
| Circonscription proportionnelle du Hokuriku-Shin'etsu (d) | Kōichi Matsudaira (d) | Parti démocrate constitutionnel |       |
| Circonscription proportionnelle du Hokuriku-Shin'etsu (d) | Kazuya Kondō (d)      | Kibō no tō                      |       |
| Circonscription proportionnelle du Hokuriku-Shin'etsu (d) | Masataka Ōta (d)      | Nouveau Kōmeitō                 |       |

### Circonscription proportionnelle du Chūgoku
| Circonscription                                | Député                | Parti politique                 | Image |
| ---------------------------------------------- | --------------------- | ------------------------------- | ----- |
| Circonscription proportionnelle du Chūgoku (d) | Takashi Takai (d)     | Parti démocrate constitutionnel |       |
| Circonscription proportionnelle du Chūgoku (d) | Mio Sugita (d)        | Parti libéral-démocrate         |       |
| Circonscription proportionnelle du Chūgoku (d) | Michitaka Ikeda (d)   | Parti libéral-démocrate         |       |
| Circonscription proportionnelle du Chūgoku (d) | Keigo Masuya (d)      | Nouveau Kōmeitō                 |       |
| Circonscription proportionnelle du Chūgoku (d) | Akiko Kamei (d)       | Parti démocrate constitutionnel |       |
| Circonscription proportionnelle du Chūgoku (d) | Yasushi Miura (d)     | Parti libéral-démocrate         |       |
| Circonscription proportionnelle du Chūgoku (d) | Keiichi Furuta (d)    | Parti libéral-démocrate         |       |
| Circonscription proportionnelle du Chūgoku (d) | Michiyoshi Yunoki (d) | Kibō no tō                      |       |
| Circonscription proportionnelle du Chūgoku (d) | Toshifumi Kojima (d)  | Parti libéral-démocrate         |       |
| Circonscription proportionnelle du Chūgoku (d) | Keisuke Tsumura (d)   | Kibō no tō                      |       |
| Circonscription proportionnelle du Chūgoku (d) | Tetsuo Saito          | Nouveau Kōmeitō                 |       |

### Circonscription proportionnelle de Kyūshū
| Circonscription                               | Député                  | Parti politique                 | Image |
| --------------------------------------------- | ----------------------- | ------------------------------- | ----- |
| Circonscription proportionnelle de Kyūshū (d) | Takaaki Tamura (d)      | Parti communiste japonais       |       |
| Circonscription proportionnelle de Kyūshū (d) | Koichi Yamauchi (d)     | Parti démocrate constitutionnel |       |
| Circonscription proportionnelle de Kyūshū (d) | Hajime Yoshikawa (d)    | parti social-démocrate          |       |
| Circonscription proportionnelle de Kyūshū (d) | Katsuhiko Yokomitsu (d) | Parti démocrate constitutionnel |       |
| Circonscription proportionnelle de Kyūshū (d) | Takuma Miyaji (d)       | Parti libéral-démocrate         |       |
| Circonscription proportionnelle de Kyūshū (d) | Masakazu Hamachi (d)    | Nouveau Kōmeitō                 |       |
| Circonscription proportionnelle de Kyūshū (d) | Kōnosuke Kokuba (d)     | Parti libéral-démocrate         |       |
| Circonscription proportionnelle de Kyūshū (d) | Masahiro Imamura (d)    | Parti libéral-démocrate         |       |
| Circonscription proportionnelle de Kyūshū (d) | Nariaki Nakayama        | Kibō no tō                      |       |
| Circonscription proportionnelle de Kyūshū (d) | Takashi Kii (d)         | Kibō no tō                      |       |
| Circonscription proportionnelle de Kyūshū (d) | Mikio Shimoji (d)       | Nippon ishin no kai             |       |
| Circonscription proportionnelle de Kyūshū (d) | Kazuchika Iwata (d)     | Parti libéral-démocrate         |       |
| Circonscription proportionnelle de Kyūshū (d) | Yasuyuki Eda (d)        | Nouveau Kōmeitō                 |       |
| Circonscription proportionnelle de Kyūshū (d) | Kiyohiko Toyama (d)     | Nouveau Kōmeitō                 |       |
| Circonscription proportionnelle de Kyūshū (d) | Yasushi Furukawa        | Parti libéral-démocrate         |       |
| Circonscription proportionnelle de Kyūshū (d) | Shūji Inatomi (d)       | Kibō no tō                      |       |
| Circonscription proportionnelle de Kyūshū (d) | Masayoshi Yagami (d)    | Parti démocrate constitutionnel |       |
| Circonscription proportionnelle de Kyūshū (d) | Tsutomu Tomioka (d)     | Parti libéral-démocrate         |       |
| Circonscription proportionnelle de Kyūshū (d) | Shuji Kira (d)          | Kibō no tō                      |       |
| Circonscription proportionnelle de Kyūshū (d) | Hiroyuki Sonoda (d)     | Parti libéral-démocrate         |       |

### Circonscription proportionnelle du Kinki
| Circonscription                              | Député                 | Parti politique                 | Image |
| -------------------------------------------- | ---------------------- | ------------------------------- | ----- |
| Circonscription proportionnelle du Kinki (d) | Shū Sakurai (d)        | Parti démocrate constitutionnel |       |
| Circonscription proportionnelle du Kinki (d) | Natsue Mori (d)        | Nippon ishin no kai             |       |
| Circonscription proportionnelle du Kinki (d) | Noboru Kamitani (d)    | Parti libéral-démocrate         |       |
| Circonscription proportionnelle du Kinki (d) | Shinsuke Okuno (d)     | Parti libéral-démocrate         |       |
| Circonscription proportionnelle du Kinki (d) | Keiji Kokuta           | Parti communiste japonais       |       |
| Circonscription proportionnelle du Kinki (d) | Hideki nagao (d)       | Parti démocrate constitutionnel |       |
| Circonscription proportionnelle du Kinki (d) | Kazunori Inoue (d)     | Kibō no tō                      |       |
| Circonscription proportionnelle du Kinki (d) | Tom Tanigawa (d)       | Parti libéral-démocrate         |       |
| Circonscription proportionnelle du Kinki (d) | Kanako Otsuji          | Parti démocrate constitutionnel |       |
| Circonscription proportionnelle du Kinki (d) | Kazuhide Ōkuma (d)     | Parti libéral-démocrate         |       |
| Circonscription proportionnelle du Kinki (d) | Yasushi Adachi (d)     | Nippon ishin no kai             |       |
| Circonscription proportionnelle du Kinki (d) | Susumu Hamamura (d)    | Nouveau Kōmeitō                 |       |
| Circonscription proportionnelle du Kinki (d) | Kazunori Yamanoi (d)   | Kibō no tō                      |       |
| Circonscription proportionnelle du Kinki (d) | Takashi Tanihata (d)   | Nippon ishin no kai             |       |
| Circonscription proportionnelle du Kinki (d) | Hiroyuki Moriyama (d)  | Parti démocrate constitutionnel |       |
| Circonscription proportionnelle du Kinki (d) | Hidetaka Inoue (d)     | Nippon ishin no kai             |       |
| Circonscription proportionnelle du Kinki (d) | Mamoru Shigemoto (d)   | Parti libéral-démocrate         |       |
| Circonscription proportionnelle du Kinki (d) | Shōhei Okashita (d)    | Parti libéral-démocrate         |       |
| Circonscription proportionnelle du Kinki (d) | Yasuto Urano (d)       | Nippon ishin no kai             |       |
| Circonscription proportionnelle du Kinki (d) | Yukari Sato (d)        | Parti libéral-démocrate         |       |
| Circonscription proportionnelle du Kinki (d) | Fumiyoshi Murakami (d) | Parti démocrate constitutionnel |       |
| Circonscription proportionnelle du Kinki (d) | Yoko Wanibuchi (d)     | Nouveau Kōmeitō                 |       |
| Circonscription proportionnelle du Kinki (d) | Yayoi Kimura (d)       | Parti libéral-démocrate         |       |
| Circonscription proportionnelle du Kinki (d) | Hirofumi Kado (d)      | Parti libéral-démocrate         |       |
| Circonscription proportionnelle du Kinki (d) | Yuzuru Takeuchi (d)    | Nouveau Kōmeitō                 |       |
| Circonscription proportionnelle du Kinki (d) | Takeshi Miyamoto (d)   | Parti communiste japonais       |       |
| Circonscription proportionnelle du Kinki (d) | Tomoko Ukishima (d)    | Nouveau Kōmeitō                 |       |
| Circonscription proportionnelle du Kinki (d) | Shinji Tarutoko        | Kibō no tō                      |       |

### Circonscription proportionnelle du Tōkai
| Circonscription                              | Député                | Parti politique                 | Image |
| -------------------------------------------- | --------------------- | ------------------------------- | ----- |
| Circonscription proportionnelle du Tōkai (d) | Junji Suzuki (d)      | Parti libéral-démocrate         |       |
| Circonscription proportionnelle du Tōkai (d) | Kenji Kanda (d)       | Parti libéral-démocrate         |       |
| Circonscription proportionnelle du Tōkai (d) | Yūta Hiyoshi (d)      | Parti démocrate constitutionnel |       |
| Circonscription proportionnelle du Tōkai (d) | Kenichirō Seki (d)    | Kibō no tō                      |       |
| Circonscription proportionnelle du Tōkai (d) | Wataru Ito (d)        | Nouveau Kōmeitō                 |       |
| Circonscription proportionnelle du Tōkai (d) | Yoshinori Oguchi (d)  | Nouveau Kōmeitō                 |       |
| Circonscription proportionnelle du Tōkai (d) | Tetsuya Yagi (d)      | Parti libéral-démocrate         |       |
| Circonscription proportionnelle du Tōkai (d) | Kentarō Genma (d)     | Kibō no tō                      |       |
| Circonscription proportionnelle du Tōkai (d) | Tsuyoshi Tabata (d)   | Parti libéral-démocrate         |       |
| Circonscription proportionnelle du Tōkai (d) | Yoshitaka Ikeda (d)   | Parti libéral-démocrate         |       |
| Circonscription proportionnelle du Tōkai (d) | Sei Ōmi (d)           | Parti libéral-démocrate         |       |
| Circonscription proportionnelle du Tōkai (d) | Tsunehiko Yoshida (d) | Parti démocrate constitutionnel |       |
| Circonscription proportionnelle du Tōkai (d) | Masato Imai (d)       | Kibō no tō                      |       |
| Circonscription proportionnelle du Tōkai (d) | Yoshio Maki (d)       | Kibō no tō                      |       |
| Circonscription proportionnelle du Tōkai (d) | Jirō Kawasaki (d)     | Parti libéral-démocrate         |       |
| Circonscription proportionnelle du Tōkai (d) | Isao Matsuda (d)      | Parti démocrate constitutionnel |       |
| Circonscription proportionnelle du Tōkai (d) | Masayuki Aoyama (d)   | Parti démocrate constitutionnel |       |
| Circonscription proportionnelle du Tōkai (d) | Kazumi Sugimoto (d)   | Nippon ishin no kai             |       |
| Circonscription proportionnelle du Tōkai (d) | Mitsunori Okamoto (d) | Kibō no tō                      |       |
| Circonscription proportionnelle du Tōkai (d) | Nobuko Motomura (d)   | Parti communiste japonais       |       |
| Circonscription proportionnelle du Tōkai (d) | Takaaki Katsumata (d) | Parti libéral-démocrate         |       |

### Circonscription proportionnelle du Tōhoku
| Circonscription                               | Député                 | Parti politique                 | Image |
| --------------------------------------------- | ---------------------- | ------------------------------- | ----- |
| Circonscription proportionnelle du Tōhoku (d) | Hinako Takahashi (d)   | Parti libéral-démocrate         |       |
| Circonscription proportionnelle du Tōhoku (d) | Manabu Terata (d)      | Kibō no tō                      |       |
| Circonscription proportionnelle du Tōhoku (d) | Chizuko Takahashi (d)  | Parti communiste japonais       |       |
| Circonscription proportionnelle du Tōhoku (d) | Takashi Midorikawa (d) | Kibō no tō                      |       |
| Circonscription proportionnelle du Tōhoku (d) | Yoshitami Kameoka (d)  | Parti libéral-démocrate         |       |
| Circonscription proportionnelle du Tōhoku (d) | Akinori Eto            | Parti libéral-démocrate         |       |
| Circonscription proportionnelle du Tōhoku (d) | Yoshihisa Inoue (d)    | Nouveau Kōmeitō                 |       |
| Circonscription proportionnelle du Tōhoku (d) | Akiko Okamoto (d)      | Parti démocrate constitutionnel |       |
| Circonscription proportionnelle du Tōhoku (d) | Takashi Fujiwara (d)   | Parti libéral-démocrate         |       |
| Circonscription proportionnelle du Tōhoku (d) | Makoto Yamazaki (d)    | Parti démocrate constitutionnel |       |
| Circonscription proportionnelle du Tōhoku (d) | Kentarō Uesugi (d)     | Parti libéral-démocrate         |       |
| Circonscription proportionnelle du Tōhoku (d) | Yukihiko Akutsu (d)    | Parti démocrate constitutionnel |       |
| Circonscription proportionnelle du Tōhoku (d) | Shinji Oguma (d)       | Kibō no tō                      |       |